# 松音知岳
松音知岳（まつねしりだけ）は、北海道の枝幸郡中頓別町に位置する標高531mの山である。

## 概要
北見山地北部に位置する新第三紀に活動した流紋岩質の溶岩円頂丘の火山で、広く平坦な山頂部が特徴的な山である。
山名の由来はアイヌ語の「マツネシリ（女の山）」が由来である。一方ですぐ近くにある敏音知岳は「ピンネシリ（男の山）」である。北東側の山麓には松音知集落があり、かつては松音知駅があった。

## 登山
登山道はない。